# Насауд
Насауд (рум. Năsăud, мађ. Naszód) град је у Румунији. Он се налази у северном делу земље, у историјској покрајини Трансилванија. Насауд је други по важности град округа Бистрица-Насауд.
Насауд је према последњем попису из 2002. године имао 10.582 становника.

## Географија
Град Насауд налази се у северном делу историјске покрајине Трансилваније, око 110 km североисточно до Клужа. 
Насауд се налази у северној котлини Трансилваније, поред реке Самош.

## Становништво
У односу на попис из 2002., број становника на попису из 2011. се смањио.
| 1966. | 1977. | 1992.  | 2002.  | 2011. |
| ----- | ----- | ------ | ------ | ----- |
| 6.620 | 8.610 | 12.176 | 11.365 | 9.587 |

Матични Румуни чине већину градског становништва Насауда, а од мањина присутни су Роми и Немци. Некада бројно немачко становништво се махом иселило у матицу током 20. века.

## Галерија
- Средиште Насауда
- Градска кућа
- Православна црква
- Гркокатоличка црква